# Chihiro Onitsuka
Chihiro Onitsuka (鬼束 ちひろ (Onitsuka Chihiro?); 30 ottobre 1980) è una cantautrice e musicista giapponese.

## Discografia
- 2001 - Insomnia
- 2002 - This Armor
- 2002 - Sugar High
- 2004 - The Ultimate Collection
- 2005 - Singles 2000-2003
- 2007 - Las Vegas
- 2009 - Dorothy
- 2010 - One of Pillars: Best of Chihiro Onitsuka 2000-2010
- 2011 - Ken to Kaede (剣と楓)
- 2012 - Famous Microphone
- 2013 - Good Bye Train: All Time Best 2000-2013
- 2014 - Tricky Sisters Magic Burger
- 2017 - Syndrome
- 2017 - Tiny Scream